# Чирф
Чирф (романш. Tschierv) — деревня и бывшая коммуна в Швейцарии, в кантоне Граубюнден. 
До 2008 года имела статус отдельной коммуны. 1 января 2009 года была объединена с коммунами Лю, Санта-Мария-Валь-Мюстаир, Мюштайр, Фульдера и Валькава  в новую коммуну Валь-Мюштайр. 
Входит в состав региона Энджадина-Басса/Валь-Мюштайр (до 2015 года входила в округ Инн).
Население составляет 176 человек (на 31 декабря 2006 года). Официальный код  —  3845.